# Södra Lomtjärnen (Stensele socken, Lappland)
Södra Lomtjärnen är en sjö i Storumans kommun i Lappland och ingår i Umeälvens huvudavrinningsområde. Sjön har en area på 0,202 kvadratkilometer och ligger 370 meter över havet.

## Delavrinningsområde
Södra Lomtjärnen ingår i det delavrinningsområde (724738-152637) som SMHI kallar för Mynnar i Båstoken. Medelhöjden är 434 meter över havet och ytan är 19,38 kvadratkilometer. Det finns ett avrinningsområde uppströms, och räknas det in blir den ackumulerade arean 26,06 kvadratkilometer. Vattendraget som avvattnar avrinningsområdet har biflödesordning 3, vilket innebär att vattnet flödar genom totalt 3 vattendrag innan det når havet efter 306 kilometer. Avrinningsområdet består mestadels av skog (89 procent). Avrinningsområdet har 0,94 kvadratkilometer vattenytor vilket ger det en sjöprocent på 4,9 procent.